# Equus mauritanicus
Equus mauritanicus, la "cebra del Sahara", es una especie extinta de mamífero équido, el cual vivió en el Norte de África durante el Pleistoceno tardío y posiblemente el Holoceno, tan recientemente como hace unos 6,000 años antes del presente.
E. mauritanicus había sido considerado en el pasado como un sinónimo de la actual cebra de planicie (Equus quagga), pero el examen de varios cráneos muestra que es una especie diferente.